# LVDT

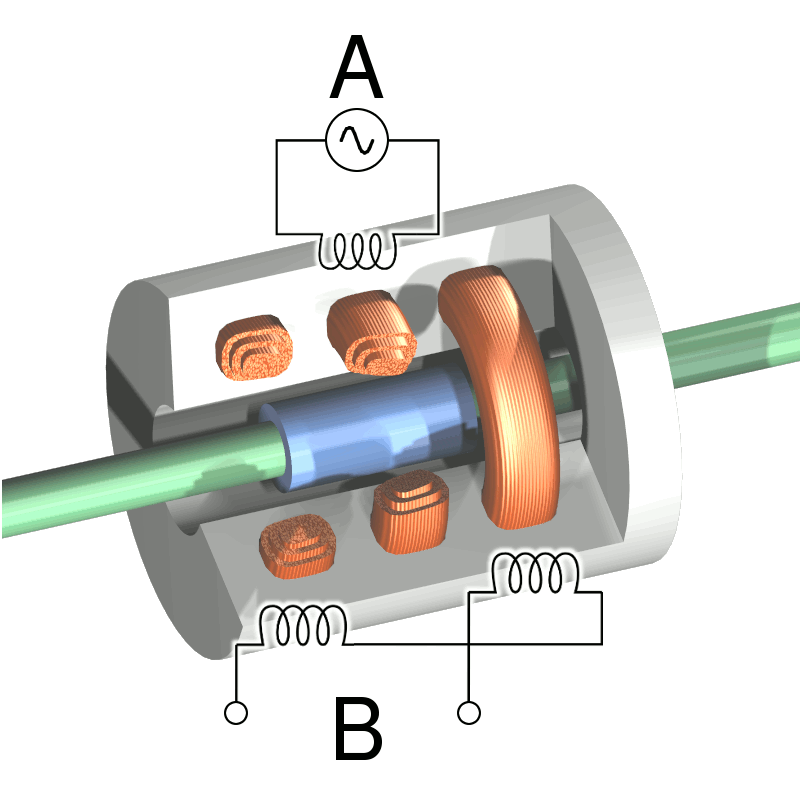
Řez senzorem LVDT. Proud je veden do primární cívky A, kde je vzájemnou indukčností vyvolává proud v sekundárních cívkách B.

LVDT (linear variable differential transformer) je typ elektrického transformátoru používaného k měření lineárního posuvu.

## Konstrukce
Transformátor sestává ze tří cívek navinutých vedle sebe po celé délce trubice (viz obrázek). Prostřední cívka je primární, zbývající dvě jsou sekundární. Válcové feromagnetické jádro, které je při měření posunováno, prochází osou trubice.

## Funkce
Primární cívka je napájena střídavým proudem, který se indukuje do sekundárních cívek podle toho, v jaké poloze se zrovna jádro nachází. Při pohybu jádra se vzájemné indukčnosti cívek mění. Běžný rozsah frekvencí střídavého proudu primární cívkou je 1 až 10 kHz.
Jelikož jsou cívky zapojeny anti-sériově, výstupní napětí je rozdílem mezi sekundárními napětími. Je-li jádro ve středové pozici, napětí na sekundárních cívkách má stejnou velikost, avšak opačnou polaritu, což způsobuje nulové napětí na výstupu senzoru.
Je-li jádro posunuto v jistém směru, napětí se na jedné cívce zvýší a na druhé sníží. Výsledné napětí vzroste z nuly na maximum. Toto napětí je ve fázi s primárním napětím. Pohne-li se jádro v opačném směru, vzroste výstupní napětí opět z nuly na maximum, ale jeho fáze bude vůči primárnímu napětí opačná. Velikost výstupního napětí je úměrná posunutí jádra. Fáze výstupního napětí udává směr pohybu.
Protože se pohybující jádro nedotýká jiných vnitřních prvků, pohybuje se bez tření. Tato výhoda činí z LVDT senzoru velmi spolehlivé zařízení. Tím, že LVDT nemá žádné třecí ani otočné kontakty, je zcela chráněný proti vnějšímu prostředí.
LVDT senzory jsou běžně používány u zpětnovazebního řízení polohy servomechanismů nebo jako automatické měřiče u strojů, jak průmyslových, tak vědeckých.